# Gerrhosaurus nigrolineatus
Gerrhosaurus nigrolineatus là một loài thằn lằn trong họ Gerrhosauridae. Loài này được Hallowell mô tả khoa học đầu tiên năm 1857.